# Constantino Escalante

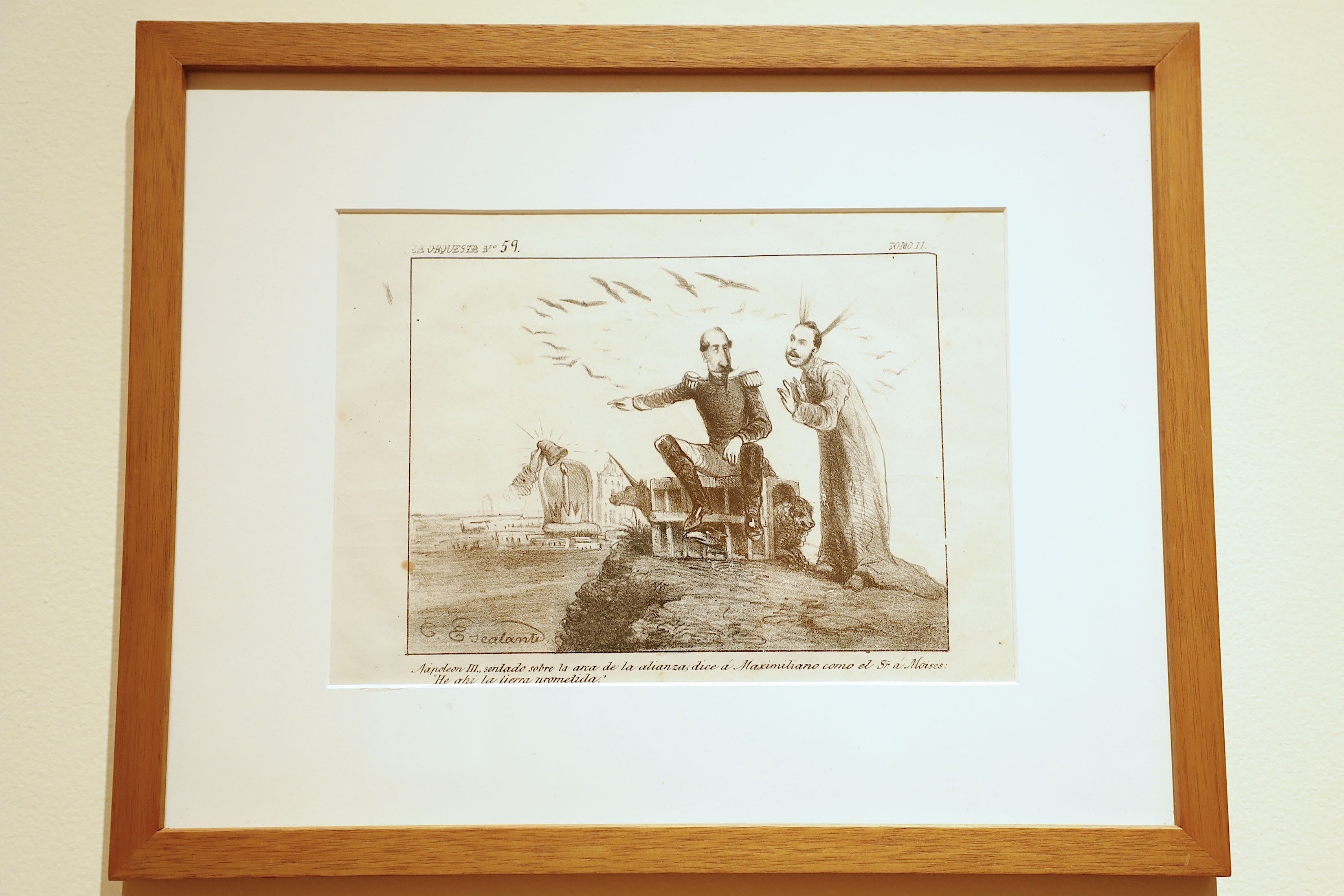
Caricatura de Constantino Escalante que retrata a Maximiliano de Habsburgo.

Constantino Escalante (Ciudad de México,5 de abril de 1836 - Tlalpan, 29 de octubre de 1868) fue un periodista y caricaturista mexicano. Es considerado el padre de la caricatura política en México.
Después de la independencia de México vio el origen de su tradición gráfica periodística con la publicación de las primeras caricaturas políticas en títulos como El Iris, pero sería a partir de la década de 1860 cuando éstas alcanzarían su consolidación dentro de los principales periódicos nacionales, aunado al surgimiento de un grupo de destacados y talentosos caricaturistas.
Uno de ellos fue Constantino Escalante, considerado por muchos -entre los cuales se halla el escritor Carlos Monsiváis-el mejor caricaturista que ha tenido México. Maestro del cartón político, defensor de la libertad de expresión, artista, luchador social, crítico, humanista y ferviente patriota. Pocos hombres a lo largo de la historia han sido capaces de reunir esas cualidades. Es considerado el precursor de la caricatura política en México, línea que continuaron otros dibujantes, entre ellos José Guadalupe Posada. En 1860 fue cofundador del periódico Mi Sombrero, antecedente inmediato del periódico La Orquesta, del cual también fue cofundador con Carlos R. Casarín y Manuel C. de Villegas en 1861. Colaboró además con las publicaciones El Impolítico y La Historia Danzante.

## Biografía

### Primeros años
Napoleón Constantino Ignacio Escalante y Riego nació en la Ciudad de México el 5 de abril de 1836. Se desconoce la forma en que transcurrieron los primeros años de su vida, sólo se sabe, gracias al escritor Hilarión Frías y Soto, que perteneció a una familia de clase media.
Escalante era aficionado a las Bellas Artes. Desde muy joven practicó la pintura, la música y el dibujo, aunque se mantuvo fuera de la Academia de San Carlos por su posición contraria a la rigidez y al tradicionalismo artístico. En cuanto a pintura, llegó a mostrar algunas de sus obras en las exposiciones bienales que realizaba la Academia en calidad de artista ajeno a la institución. De éstas destaca Batalla del Molino del Rey que aún se conserva en el Museo Nacional de Historia.
En el ámbito de la música, publicó algunas de sus composiciones como su Danza habanera, en el periódico La Orquesta. Y ewn relación con el dibujo, además de la caricatura, Escalante se encaminó hacia el arte del retrato; es conocido el que le hizo a Benito Juárez.

### Caricaturista liberal
En las caricaturas de Escalante es notable la influencia del caricaturista francés Honoré Daumier, en especial en la construcción del discurso gráfico, las formas de caricaturizar a las personas y la técnica del dibujo. De ahí que fuese considerado el Daumier mexicano. En opinión de Frías y Soto, Escalante creó un género nuevo al hacer de la caricatura mexicana una sátira viva, animada y punzante, como jamás había existido en la europea.

#### Afinidad con la masonería
Escalante simpatizó con la causa liberal, quizá debido a su paso por la Academia Nocturna de Filosofía, una institución masónica de la cual muchos liberales fueron miembros. Su contacto con la masonería queda confirmado por medio de una litografía en la que se muestra al caricaturista junto a un símbolo masón, aunque se desconoce si se inició formalmente en la organización o el grado que pudo haber alcanzado dentro de ella. Lo que sí se sabe es que optó por abrazar y defender firmemente los principios de la Constitución de 1857.
Se caracterizó por ser un hombre patriótico, defensor del sistema de gobierno republicano, pero sobre todo de las causas sociales. Incluso ideó su propia propuesta política para mejorar las condiciones del pueblo mexicano, en la que planteaba la repartición de tierras, creación de hospitales y asilos. Impulsó la educación gratuita y la generación de empleos a través de empresas administradas por el Estado, cuyas ganancias serían destinadas para beneficio de la sociedad.
En 1860. junto con Carlos R. Casarín, Escalante fundó Mi Sombrero, un periódico de carácter político que no tuvo el éxito esperado y desapareció rápidamente de la vida pública. Dicha experiencia fue la base para que ambos decidieran fundar junto con Manuel C. de Villegas, en marzo de 1861 La Orquesta, publicación de corte liberal en donde además de caricaturista, Escalante participaba en ocasiones como columnista.
En su etapa dentro de La Orquesta, Escalante se convirtió en el más importante caricaturista de la primera generación dorada que se consolidó en la década de 1860, en la que también figuraron Santiago Hernández y José María Villasana, entre otros. Sus primeras caricaturas en ese periódico las firmó bajo el seudónimo de Tolín.

### Espíritu crítico
En 1861, ante el clima de inestabilidad política y económica que vívía la nación después de la Guerra de Reforma, Benito Juárez fue el personaje con más apariciones en las caricaturas de Escalante. Aunque en la mayoría de ellas se le muestra sin elementos o formas que denoten burla o ridiculización. Lo anterior no lo salvó de su gobierno fuese criticado por algunas de sus políticas, como la ineficacia en la práctica de las leyes de desamortización.
Escalante también criticó en su obra la ineptitud de los conservadores, en su afán por seguir causando revuelo para desestabilizar al gobierno en turno y su insistencia por recuperar el poder, a pesar de su derrota en la Guerra de Reforma.
En 1862, estando el país en plena intervención francesa, Escalante dejó muy en claro su posición; combatió a los invasores. Por esa razón nunca cesó de criticarlos y satirizarlos, tanto a los principales miembros del ejército expedicionario como al emperador Napoleón III, el Chiquito, al que se le trató como indigno ocupante del trono de Francia, en comparación con la grandeza de la figura de Napoleón y del poderoso imperio que construyó.
Escalante también criticó el trabajo del embajador francés Dubois de Saligny, a quién consideró una persona inepta e impertinente debido a sus intenciones y maniobras para provocar la invasión armada de México, en lugar de intentar establecer acuerdos de manera pacífica por la vía diplomática. Fue precisamente en esta época cuando Escalante llegó a ser encarcelado a consecuencia de sus críticas y caricaturas, El caricaturista representó al personaje de manera frecuente junto a una botella de coñac o sumergido en un frasco de coñac de 50 años.
De 1862 a 1863 colaboró con el proyecto litográfico Las glorias nacionales: álbum de guerra, del cual formaron parte Florencio M. del Castillo, Carlos R. Casarín, Pantaleón Tovar, Joaquín M. Alcalde y Antonio Carrión. El proyecto fue suspendido durante la intervención francesa y el imperio de Maximiliano.
En sus caricaturas también encontramos diversas representaciones de los zuavos, aquellos fieros soldados de élite del ejército francés. Pero principalmente se burló de los generales Charles Ferdinand Latrille, Conde de Lorencez y de Elie-Fréderic Forey, los jefes militares franceses. Del primero por su derrota del 5 de mayo de 1862. Del segundo, por la ineficacia de sus estrategias militares (casi todas fallidas) para tomar definitivamente la ciudad de Puebla -en estado de sitio-, en donde resistió de manera excepcional el ejército republicano entre marzo y mayo de 1863. Escalante atribuyó la caída de Puebla, no a la eficacia militar de Foley, sino a la hambruna que se suscitó en los sitiados.
En el bando conservador, el personaje más criticado por Escalante fue Juan Nepomuceno Almonte, a quién por su alianza con los franceses y su simpatía por la monarquía, consideró un traidor a la nación, además de un político ineficaz en el cumplimiento de sus funciones.
En lo social, Escalante criticó a la aristocracia por la ausencia de sentido patriótico al no contribuir económicamente en la lucha contra la invasión francesa.

### La represión Imperial
Cuando los franceses entraron a la capital del país en mayo de 1863, Escalante tuvo que suspender la publicación de La Orquesta y huir debido a la represión y censura hacia la prensa por parte del general Forey. En agosto de ese año el caricaturista fue descubierto y detenido en Pachuca, acusado de criticar a la recién instaurada regencia de México. En calidad de prisionero, fue exhibido por las calles dentro de una jaula para animales de circo, ante los reclamos de la prensa liberal y -sorprendentemente- de la conservadora que exigían su liberación. Días después el caricaturista fue soltado.
El regreso del caricaturista y La Orquesta a la escena pública en diciembre de 1864 no fue sencillo. Como una manera de proteger su integridad ante posibles represalias, Escalante firmó su trabajo con el seudónimo Signor Botesini, quién suspuestamente era un dibujante que había llegado a México procedente de Italia. Pero pronto firmaría de nuevo con su apellido como lo hacía antes.
En 1865, Escalante evitó dirigir sus críticas hacia el Imperio, sobre todo a la figura de Maximiliano de Habsburgo. Sin embargo, sí las hizo de manera moderada respecto a algunas de sus políticas como la represión sobre sus opositores, las medidas contra la libertad de imprenta o su ineficacia para resolver problemas sociles.
Escalante también se dedicó a satirizar las convenciones y costumbres de las clases privilegiadas, como la imitación de la moda francesa y el afán por seguir las buenas costumbres, que paradójicamente contrastaba con sus prácticas de discriminación de clase. De igual forma, el caricaturista tildó de antipatriotas a aquellas personas que colaboraron o fueron obligados a someterse al imperio, ya sea para recuperar, mantener o acrecentar sus privilegios.
Aunque Escalante moderó sus críticas al emperador, no pudo evitar la clausura de la La Orquesta por segunda ocasión, en julio de 1866. Entonces el caricaturista decidió publicar el periódico El Impolítico, el cual tuvo una efímera vida de apenas cinco números. Sería hasta el triunfo liberal cuando reapareció La Orquesta y se reintegró Escalante como su caricaturista oficial en junio de 1867.

### Sin tregua
Con los liberales en las altas esferas del poder y la eminente derrota de los invasores extranjeros y sin rivales políticos del grupo conservador, Escalante señaló y criticó en sus caricaturas los errores del nuevo gobierno.
La figura del presidente Juárez, antes defendida a capa y espada, empezó a ser cuestionada. Escalante observó lo que para él eran claras muestras de autoritarismo en sus políticas. Sobre los ministros y el Congreso, Escalante los consideró poco capacitados, además de subordinados a los designios de Juárez y Sebastián Lerdo de Tejada.
Una vez restaurada la república en México, el proyecto litográfico fue reanudado, editado junto con el litógrafo Hesiquio Iriarte y esta vez con la colaboración de Ignacio Manuel Altamirano y Guillermo Prieto bajo el nombre de Las glorias nacionales: álbum de la segunda guerra de Independencia, para enaltecer las acciones militares en defensa de la República durante la invasión francesa. Sin embargo, el proyecto fue suspendido por la intempestiva muerte de Escalante.

### El desenlace
La fatalidad terminó con la vida de Escalante de una manera trágica. El 11 de octubre de 1868 sufrió un accidente en la estación del tranvía de la ruta de San Ángel a Tlalpan, en la Ciudad de México. El escritor Hilarión Frías y Soto relata:

"Carmen (...) se lanzó al estribo del vagón para subir a él, al momento que el tren partió. La noble joven se estrelló contra uno de los postes que contienen el techo de la estación, e iba a caer bajo las ruedas. Constantino se arroja a salvarla, vacila y cae sobre el riel. El maquinista que por las exclamaciones de la multitud comprendió que algo pasaba, paró la máquina con habilidad sorprendente (...) Carmen tenía roto el pecho y Escalante fracturado un pie (...) todos se lanzaron en socorro. Vicente Riva Palacio, ese corazón de oro, se lanzó a México en pos de los médicos. Villegas, Aguilar, Iriarte (...) ni por un momento siquiera abandonaron a Constantino en su desgracia (...) deseaban darle consuelo, anhelaban arrancarlo de las garras de la muerte (...) dispusieron trasladar a éstos a México (...) algunas horas después, la amputación quedaba hecha (...) Pero Constantino comenzó a agravarse. La gangrena había invadido el muñón y la muerte se hacía anunciar (...) dijo horas antes de morir "¡Perder la vida cuando iba en la mitad de ella! Sólo un consuelo tengo, haber salvado a mi esposa."

El caricaturista murió la madrugada del 29 de octubre de 1868 a causa de la gangrena en sus heridas. Sólo tenía 32 años. Su esposa seguiría su mismo destino 48 horas después. Fue sepultado en el Panteón de San Fernando, y a sus funerales asistieron periodistas, diputados, artistas, militares, altos funcionarios de gobierno, médicos y abogados. Su trabajo como caricaturista en La Orquesta fue continuado por Santiago Hernández, José María Villasana y José Tiburcio Alamilla.